# Gaétan Proulx
Gaétan Proulx OSM (ur. 27 maja 1947 w Saint-Denis-de-Brompton) – kanadyjski duchowny katolicki, biskup Gaspé w latach 2016–2023.

## Życiorys

### Prezbiterat
Święcenia kapłańskie otrzymał 8 czerwca 1975 w zakonie serwitów z rąk Louisa Fortiera. Przez wiele lat pracował w zakonnych parafiach i placówkach formacyjnych. W latach 2000–2006 był przełożonym prowincji kanadyjskiej.

### Episkopat
12 grudnia 2011 papież Benedykt XVI mianował go biskupem pomocniczym archidiecezji Quebecu, ze stolicą tytularną Azura. Sakry biskupiej udzielił mu 25 lutego 2012 metropolita Quebecu - arcybiskup Gérald Lacroix.
2 lipca 2016 papież Franciszek mianował go biskupem diecezjalnym Gaspé. Ingres odbył 16 września 2016.
23 lutego 2023 ten sam papież przyjął jego rezygnację urzędu biskupa diecezjalnego.